# Chruściel
Chruściel (Duits: Tiedmannsdorf) is een plaats in het Poolse district  Braniewski, woiwodschap Ermland-Mazurië. De plaats maakt deel uit van de gemeente Płoskinia en telt 365 inwoners.